# Christoph Hegendorff
Christoph Hegendorf (Lípsia,  1500 — Lüneburg, 8 de agosto de 1540) foi um humanista, reformador, filólogo, poeta, teólogo e jurista alemão. Foi grande admirador de Erasmo de Rotterdam (1466-1536) a quem chamou de "optimarum literarum princeps" e de "theologorum nostri temporis columen". O texto em latim de sua obra "Dialogae puerorum" se harmoniza com a "Paedologia" de Petrus Mosellanus (1493-1524) que foi seu professor em Leipzig.

## Publicações
- „Dragmata in dialecticem Petri Hispani“, Basileia 1520
- „In actiones Verrinas et in topica M. Ciceronis adnotatiunculae“, Hagenau 1529
- „Antidotum adversus pestilentiam“, Leipzig 1539
- „Encomium somni, ebrietatis, sobrietatis“, (1519-21)
- „Comoedia nova“ (1520)
- „De sene amatore“ (1531)
- Methodus conscribendi epistolas, per Christophorus Hegendorphinus...